# Kernkraftwerk Caorso
Das stillgelegte Kernkraftwerk Caorso (italienisch Centrale nucleare di Caorso) ist bei Caorso, Provinz Piacenza, Italien gelegen. Der derzeitige Eigentümer und Betreiber ist die Società gestione impianti nucleari (SOGIN). Es ging 1978 als viertes und letztes Kernkraftwerk Italiens in Betrieb. 1990 wurde es, nach dem Referendum von 1987, das den Atomausstieg Italiens regelte, als eines der beiden letzten der vier bis zu diesem Zeitpunkt in Italien in Betrieb genommenen Kernkraftwerke abgeschaltet.

## Reaktor und Containment
Das Kernkraftwerk Caorso bestand aus einem Siedewasserreaktor von General Electric mit einer elektrischen Nettoleistung von 860 MW und einer Bruttoleistung von 882 MW. Somit war es das mit Abstand leistungsstärkste Kernkraftwerk in Italien.
Das Containment von Caorso war eine in Europa einmalige Konstruktion, die sonst nur noch in den USA und in Japan gebaut wurde. Es handelte sich um ein sogenanntes Mark-II-Containment, eine Weiterentwicklung von General Electric, die gegenüber dem zuvor gebauten Mark-I-Containment (im Einsatz in Europa beim Kernkraftwerk Santa María de Garoña und beim Kernkraftwerk Mühleberg) einige Verbesserungen aufwies. So könnte sich beim Mark I eine Kernschmelze im ungünstigen Fall (zu schlechte Unfallkühlung) schnell bis an die Containment-Wand ausbreiten und diese durchschmelzen. Beim Mark II wurde darauf geachtet, dass die flüssige Kernschmelze nach Durchschmelzen und Verlassen des Reaktorbehälters erstens teils in eine relativ tiefe Betongrube hineinfließt und zweitens andernteils beim Ausbreiten auf dem Sumpfboden in Dutzende dort verteilte, vertikal nach unten gerichtete sogenannte Transferrohre hineinfließt und durch diese hindurch in die darunter sich ausbreitende, wassergefüllte Kondensationskammer fällt und abkühlt. Damit wird ein Durchschmelzen der Containment-Wand sehr unwahrscheinlich. Nach dem deutlich späteren Durchschmelzen der oben genannten Betongrube mit über einem Meter dickem Boden fällt der Rest der Schmelze ebenfalls in die Kondensationskammer und wird dort gekühlt, womit ein Durchschmelzen des Containment-Bodens unwahrscheinlich ist. Allerdings sind gewisse andere potenzielle Versagens-Mechanismen des Containments trotzdem immer noch vorhanden.

## Geschichte
Es wurde ab dem 1. Januar 1970 gebaut und erstmals am 31. Dezember 1977 kritisch. Der Reaktor wurde am 23. Mai 1978 erstmals mit dem Stromnetz synchronisiert. Am 1. Dezember 1981 ging das Kraftwerk in den kommerziellen Leistungsbetrieb. Im Jahr 1986 wurde es letztmals zur Stromproduktion genutzt. In diesem Jahr wurde mit 5300 GWh nach 1982 mit 5733 GWh die zweithöchste Stromproduktion erzielt. Nach der Katastrophe von Tschernobyl wurde das KKW nach einem planmäßigen Herunterfahren am 25. Oktober 1986 für die Durchführung des vierten Brennelementewechsels nicht mehr angefahren und stand aus politischen Gründen still. Der Reaktor wurde als Folge des italienischen Atomausstiegs am 1. Juli 1990 endgültig abgeschaltet. Im Oktober 2009 waren die Stilllegungsarbeiten so weit fortgeschritten, dass der Reaktor nicht mehr in Betrieb genommen werden konnte. Es entstanden 1.880 Kubikmeter radioaktive Abfälle und 1032 bestrahlte Brennelemente, was einem Gewicht von 187 Tonnen entspricht.
Ein General-Electric-Manager schlug im Frühjahr 2010 vor, den Rückbau zu stoppen und das Kernkraftwerk zu reaktivieren. Jedoch stimmten am 12. und 13. Juni 2011 in einer Volksabstimmung über den Wiedereinstieg in die Atomkraft, bei einer Beteiligung von 57 %, 94,1 % der Abstimmenden gegen den Wiedereinstieg.

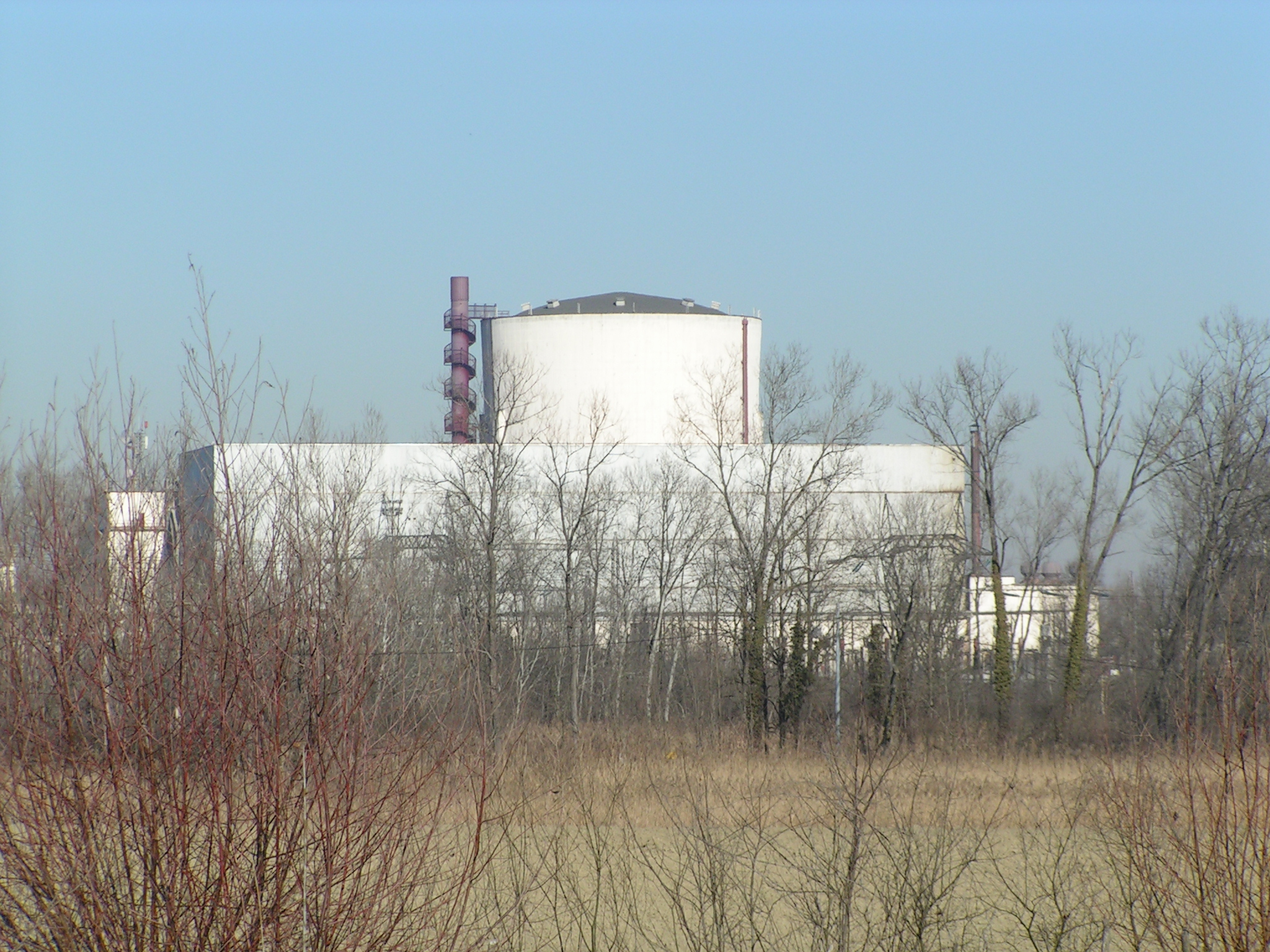
Außenansicht
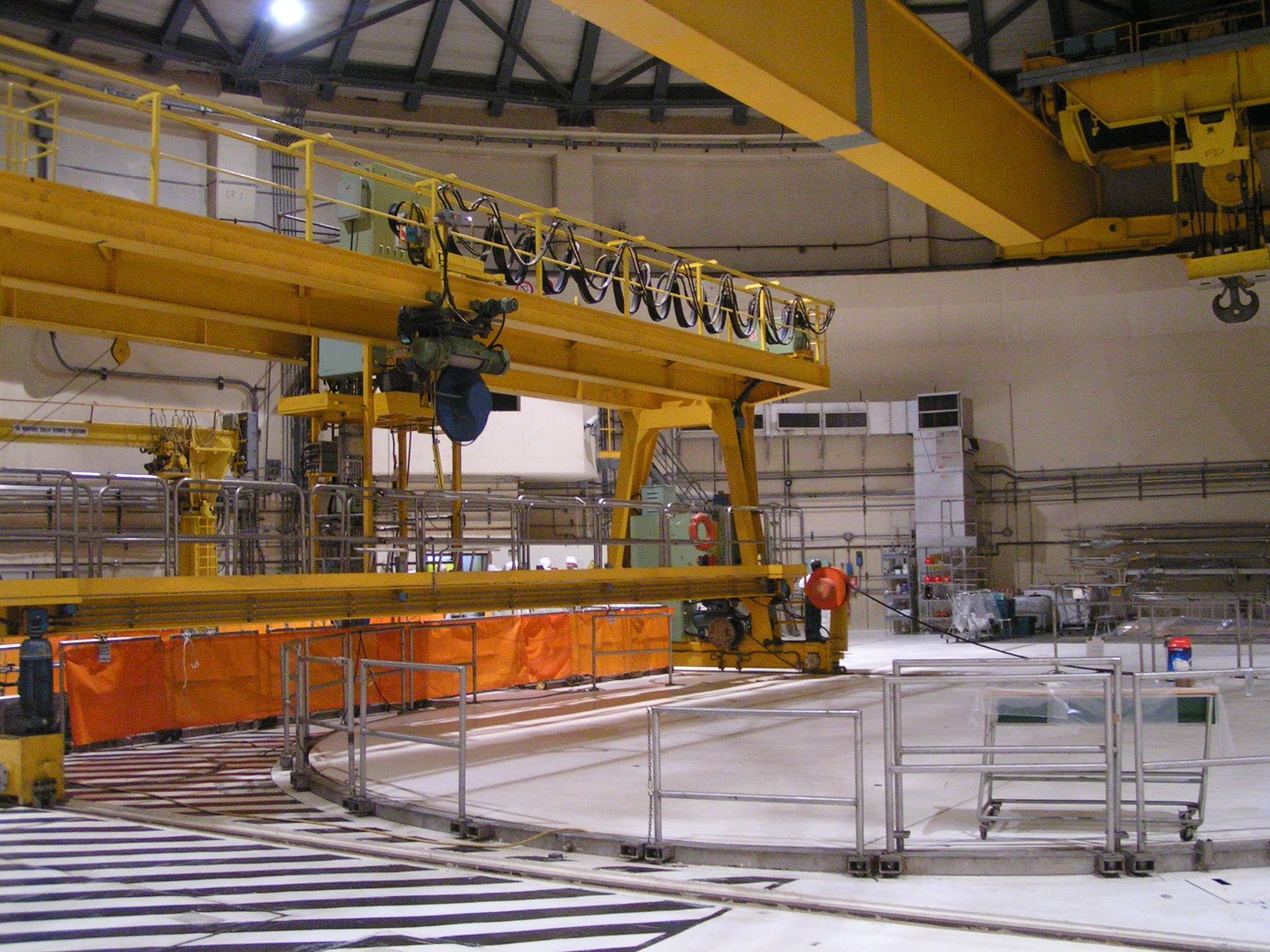
Bedienbühne im Reaktorgebäude
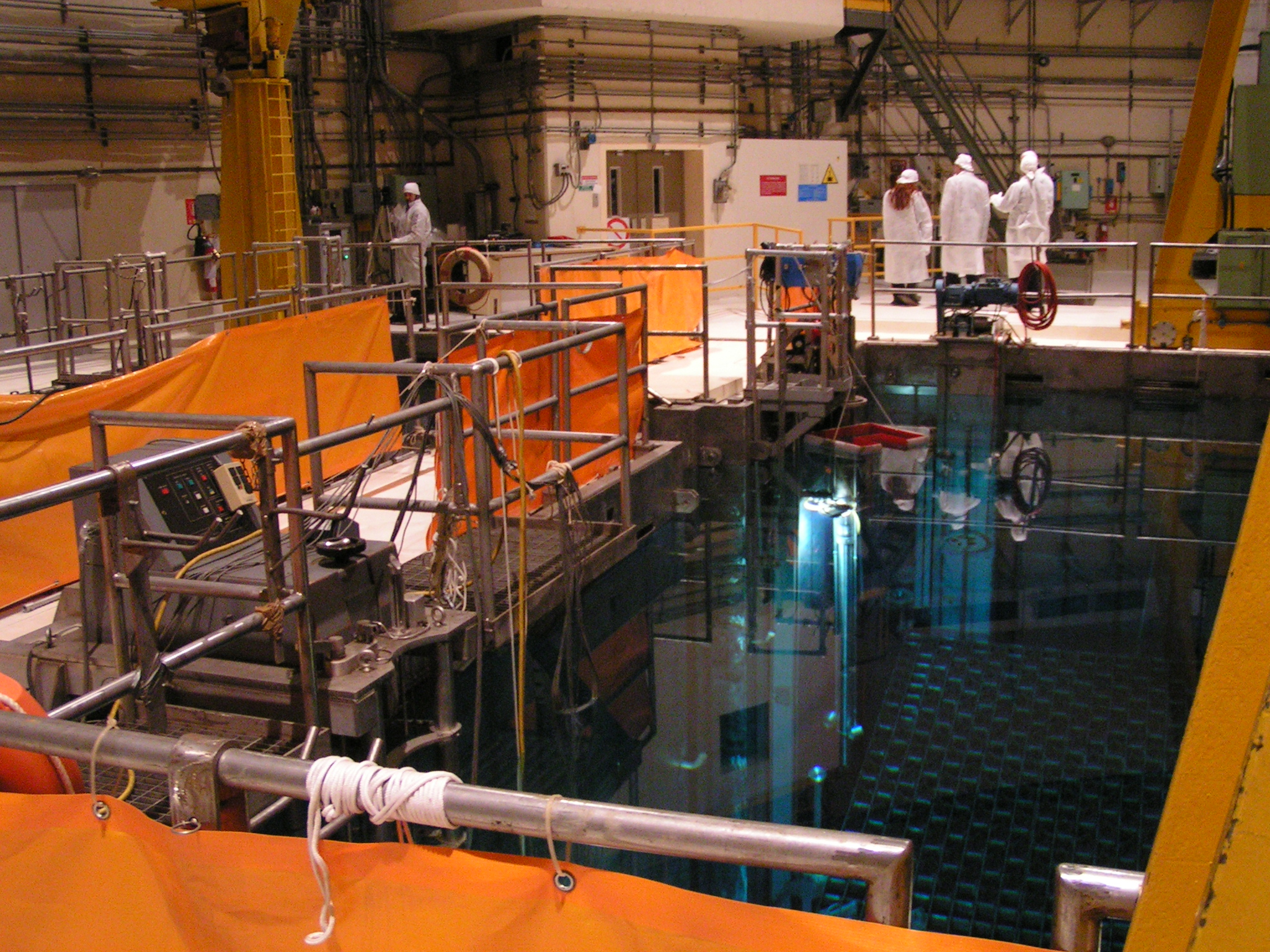
Lagerbecken für abgebrannte Brennelemente
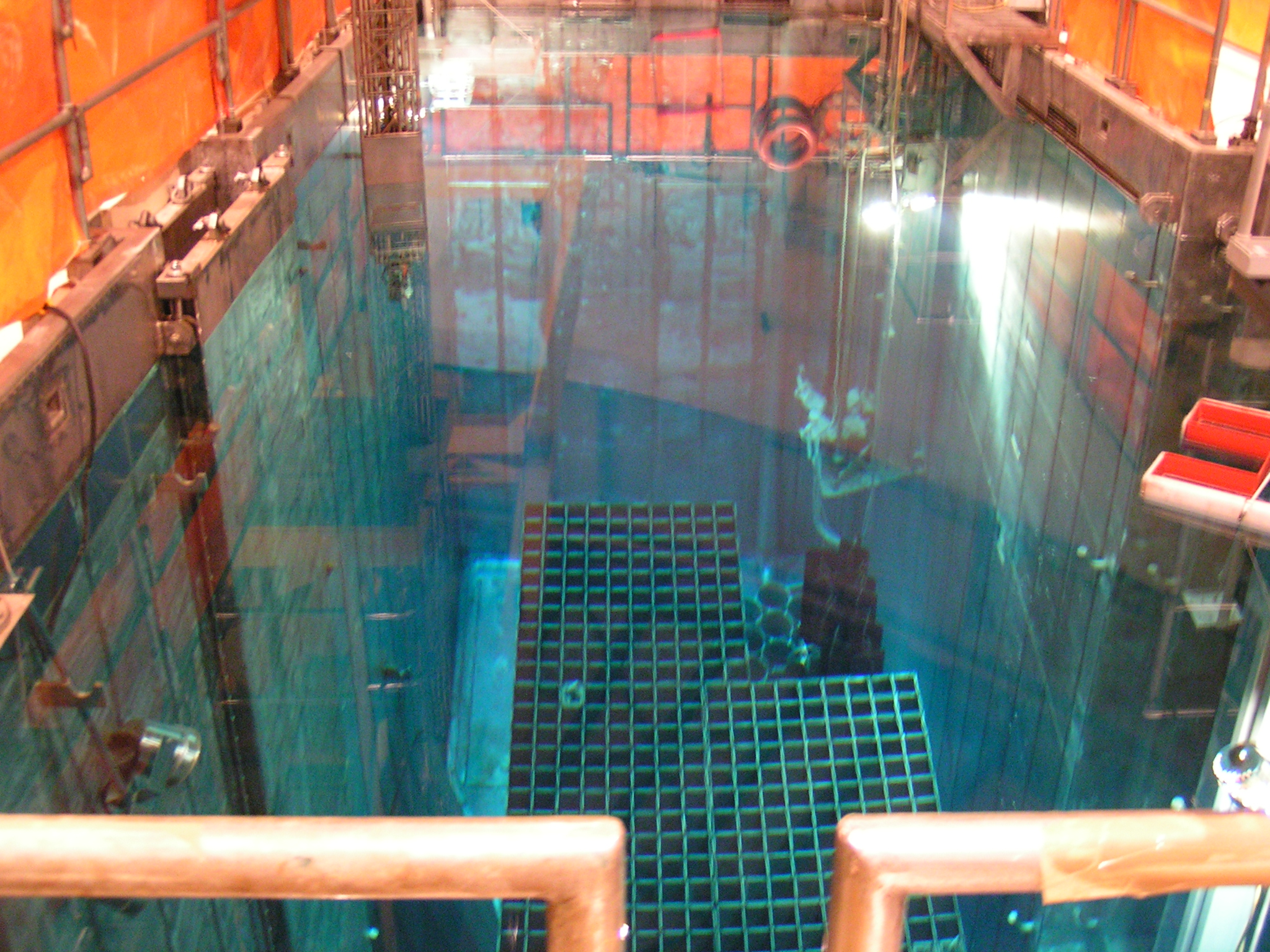
Brennelementgestelle im Lagerbecken

## Daten der Reaktorblöcke
Das Kernkraftwerk Caorso hatte einen Block:
| Reaktorblock | Reaktortyp         | Netto- leistung | Brutto- leistung | Baubeginn  | Netzsyn- chronisation | Kommer- zieller Betrieb | Abschal- tung |
| ------------ | ------------------ | --------------- | ---------------- | ---------- | --------------------- | ----------------------- | ------------- |
| Caorso       | Siedewasserreaktor | 860 MW          | 882 MW           | 01.01.1970 | 23.05.1978            | 01.12.1981              | 01.07.1990    |